# Locika tatarská

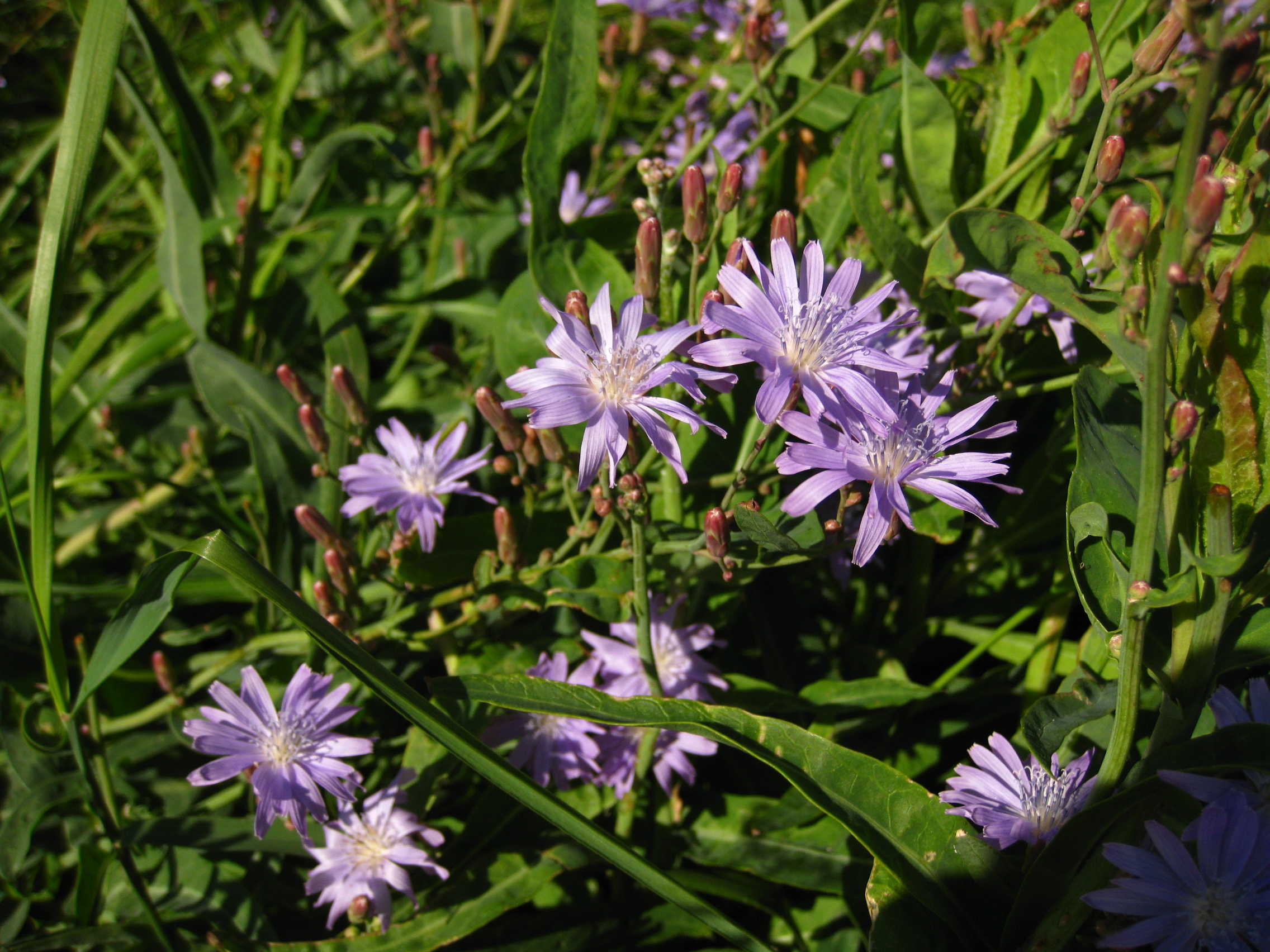
Kvetoucí locika tatarská

Locika tatarská (Lactuca tatarica) je invazivní plevelná rostlina, která se na nově osídlených územích, včetně České republiky rychle šíří.

## Výskyt
Tato rostlina pochází z oblastí rozprostírajících se od jihovýchodní Evropy přes Střední Asii až do Himálají, kde v západním Tibetu vyrůstá i ve výšce 5000  m n. m. Odtud se rozšířila do části střední a západní Evropy, do střední Sibiře, severní Afriky i Severní Ameriky, pravděpodobně se nevyčištěnými zrninami. V původních oblastech roste ve stepích a lesostepích jako suchomilná nebo na pobřežích moří a slaných jezer jako slanomilná rostlina.
Do České republiky, kde byl tento neofyt prvně popsán až v roce 1957, byla locika tatarská pravděpodobně zavlečena s dováženým obilím nebo železnou rudou z jižních oblastí Ruska. Nejlépe ji vyhovují teplé lokality, snáší slunná i zastíněná stanoviště, poměrně zasolenou půdu a nevadí ji ani časté sešlapávání. Přednost dává místům s písčitou a vápnitou půdou. Obvykle vyrůstá okolo železnic a silničních komunikací, na rozličných skládkách a rumištích, je častá v okolí železničních překladišť a na místech ovlivněných lidskou činností.

## Popis
Jednoletá nebo ozimá bylina která dlouhodobě setrvává na svém stanovišti kde vytváří tzv. rozrůstající se hnízda. Má lodyhu vysokou 30 až 100 cm vyrůstající z hluboko kořenícího, tenkého kořene s množství postranních výběžků. Roztroušeně chlupaté či zcela holé lodyhy jsou přímé a jednoduché nebo se v horní polovině větví, jsou obdobně jako pevné a lysé listy sivě nebo modře zelené. Lodyhy i listy obsahují buňky s množstvím bílé šťávy, latexu, která z nich po poranění vytéká.
Mladé rostliny vytvářejí pouze listové růžice. U starší rostliny vyrůstá z růžice lodyha jejíž spodní, často objímavé listy jsou eliptické až úzce eliptické, 5 až 18 cm dlouhé a 1 až 5 cm široké. Jejich čepele jsou k bázi zúžené, peřenosečné nebo hrubě zubaté, mívají 2 až 5 párů postranních laloků trojúhelníkovitého tvaru s ostrými konci a jsou někdy zvlněné. Horní listy lodyhy jsou menší, užší a bývají méně dělené.
Na rostlině vyrůstají v řídkých latách asi 2 cm široké úbory s 16 až 26 bleděmodrými až nafialovělými (vzácně i bílými) jazykovitými kvítky. Válcovitý zákrov 1,5 až 2 cm vysoký je tvořen listeny s červenavými skvrnami vyrůstajícími ve třech až čtyřech řadách, mají čárkovitý tvar a délku od 12 do 15 mm. Kvetou nejčastěji od července do srpna a jsou opylovány hmyzem který uvnitř kvítků nachází nektar.
Plody jsou 4 až 6 mm dlouhé a přibližně 1 mm široké, tmavě šedé až černé, smáčknuté, do ostré špičce (zobáčku) zúžené nažky. Mají téměř 1 cm dlouhý, bílý chmýr díky kterému jsou roznášeny větrem nebo vodou na nemalé vzdálenosti. Ploidie 2n = 18.

## Rozmnožování
Locika tatarská se rozmnožuje semeny i vegetativně přímo na stanovišti. Nažky, kterých může být z jedné rostliny i přes tisíc, mohou klíčit ještě téhož roku po uzrání. Pokud na podzim nenajdou příhodné podmínky, klíčí příští rok na jaře až při vyšších teplotách od poloviny dubna. Přímo na stanovištích se rostliny rozmnožují ze svého doširoka se rozrůstajícího kořenového systému, který zasahuje 1 m hluboko, ojediněle až 5 m. Mají silnou regenerační schopnost, stačí 1,5 až 2 cm kořene pro vznik nové rostliny a po posekání lodyhy rostlina bez problému obráží.

## Význam
V prvé řadě je na invazivní lociku tatarskou nahlíženo jako na perspektivně velice nebezpečný plevel. Je to konkurenčně velmi silná rostlina nenáročná na stanoviště. Nelze ji vzhledem k vysoké regenerační schopnosti běžnými prostředky mechanicky ničit a přitom se dokáže velmi rychle a do široka rozmnožovat. Doposud se v České republice na orné půdě nezabydlela.
Hořký latex který je v pletivu rostliny obsažen a má sloužit jako ochrana proti býložravcům, má na lidi mírné sedativní až narkotické účinky, dokonce byl nazýván nepravým opiem. V asijském léčitelství byl aplikován vnitřně při léčbě mj. nespavosti, neurózy a hyperaktivity dětí; vně se uplatňoval při léčbě bradavic.